# مسابقة تلاوة القرآن

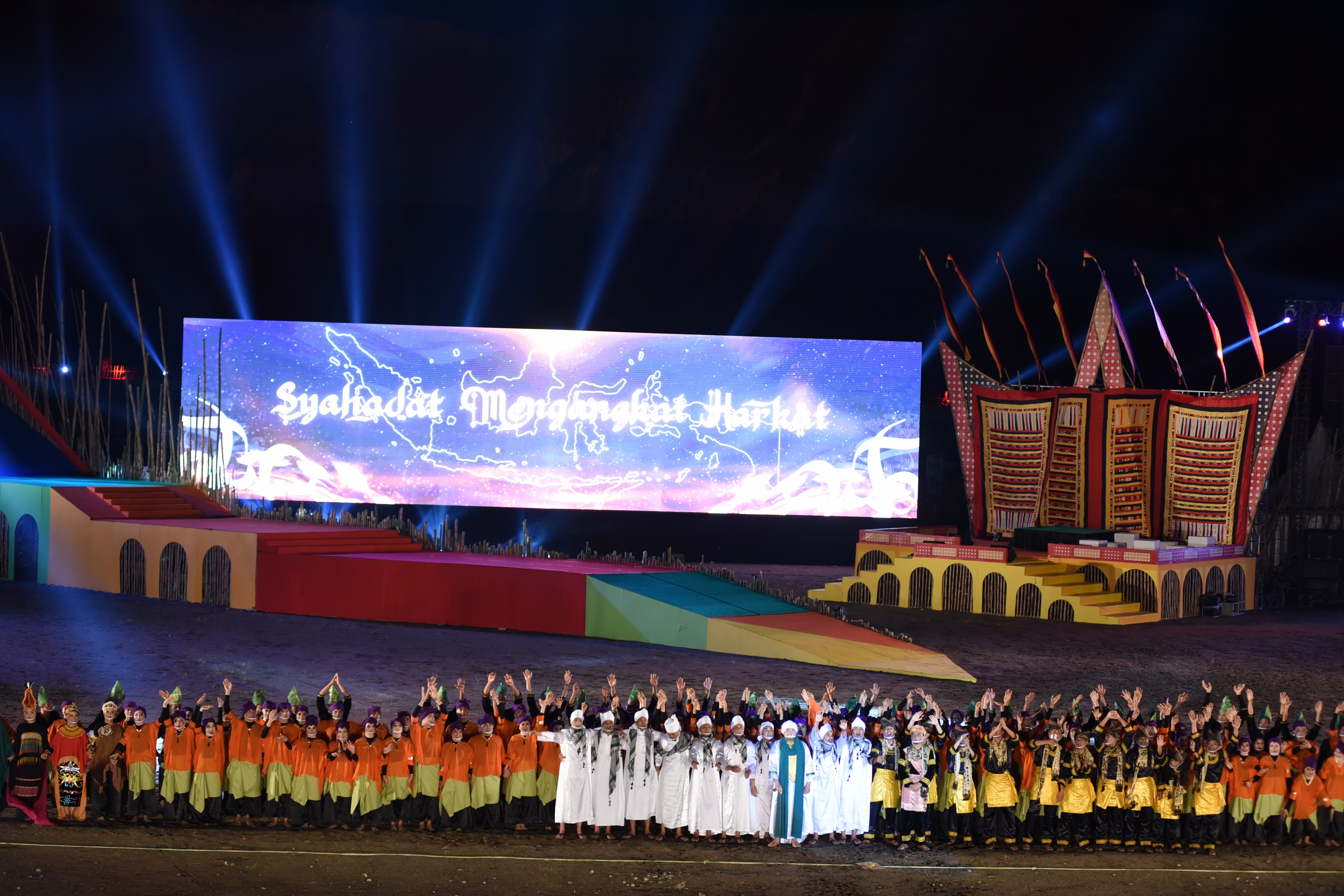
مسابقة تلاوة القرآن في إندونيسيا

مسابقة تلاوة القرآن هي مهرجان ديني إسلامي إندونيسي يقام على المستوى الوطني، يهدف إلى تمجيد القرآن. في هذا المهرجان، يتنافس المشاركون في تلاوة القرآن باستخدام القراءات.

## التاريخ
عُقدت مسابقة تلاوة القرآن في إندونيسيا منذ أربعينات القرن العشرين بعد تأسيس جمعية القراء والحفاظ من قبل نهضة العلماء، أكبر منظمة إسلامية جماهيرية في إندونيسيا. لكن في هذه المرحلة، اقتصر الحدث على المستوى الإقليمي.
منذ عام 1968 عندما عقد وزير الشؤون الدينية محمد دحلان (أحد قادة المجلس التنفيذي لنهضة العلماء) هذا الحدث، تم تأسيس مسابقة تلاوة القرآن على الصعيد الوطني. تم عقد أول مسابقة على المستوى الوطني في ماكاسار في شهر رمضان عام 1968. في ذلك الوقت كانت التلاوات للبالغين فقط. أقيمت الدورة الثانية من المسابقة في بنجرماسين عام 1969. في عام 1970 تم عقد المسابقة الثالثة في جاكرتا مع حدث حيوي للغاية. تم اكتشاف (قراء مشاهير) خلال هذه الأحداث.
عُقدت المسابقة 27 مرة حتى 2018. واستضافت سومطرة الغربية الدورة الثامنة والعشرين من بطولة المسابقة الوطنية في عام 2020. بينما عُقدت الدورة التاسعة والعشرون في بنجرماسين عام 2022 واليوم لا يقتصر موضوع المسابقة على التلاوة فحسب، بل يشمل أيضًا الكلام والخط الإسلامي.
يتم تنظيم مسابقة تلاوة القرآن أيضًا داخل وكالات معينة. تقام مسابقة للصحفيين بانتظام كل ثلاث سنوات وستدخل اللعبة الخامسة في عام 2008. مسابقة برتامينا المحتفظ بها في برتامينا، شركة النفط والغاز المملوكة للدولة الإندونيسية، قد توقفت منذ عام 1980.

## المدن المضيفة
عقدت مسابقة تلاوة القرآن الدولية 28 مرة، وهنا قائمة بمضيف المسابقة الوطني:
1. 1968: ماكاسار، سولاوسي الجنوبية
2. 1979: بنجرماسين، كليمنتان الجنوبية
3. 1970: جاكرتا، جاكرتا
4. 1971: ميدان، سومطرة الشمالية
5. 1972: جاكرتا، جاكرتا
6. 1973: ماتارام، نوسا تنقارا الشرقية
7. 1974: سورابايا، جاوة الشرقية
8. 1975: فلمبان، سومطرة الجنوبية
9. 1976: ساماريندا، كالمنتان الشرقية
10. 1977: مانادو، سولاوسي الشمالية
11. 1979: سمارانغ، جاوة الوسطى
12. 1981: باندا آتشيه، آتشيه
13. 1983: بادنغ، سومطرة الغربية
14. 1985: بونتياناك
15. 1988: باندار لامبونج، لامبونغ
16. 1991: يوغياكارتا، يوغياكارتا
17. 1994: بيكانبارو، رياو
18. 1997: جمبي، جمبي
19. 2000: بالو، سولاوسي الوسطى
20. 2003: بالانغكارايا، كالمنتان الوسطى
21. 2006: كنداري، سولاوسي الجنوبية الشرقية
22. 2008: سيرانغ، بنتن
23. 2010: بنغكولو، بنغكولو
24. 2012: أمبون، مالوكو
25. 2014: باتام، جزر رياو
26. 2016: ماتارام، نوسا تنقارا الغربية
27. 2018: ميدان، سومطرة الشمالية
28. 2020: بادنغ، سومطرة الغربية
29. 2022: بنجرماسين، كليمنتان الجنوبية

## مشاركات بارزة في القراءة
- معمر زين العاشقين.